# Howtel
Howtel – wieś w Anglii, w hrabstwie Northumberland. Leży 79 km na północny zachód od miasta Newcastle upon Tyne i 475 km na północ od Londynu.